# Crezdon Butler
Pour les articles homonymes, voir Butler.
(en) Statistiques sur pro-football-reference
(en) Statistiques sur statscrew
Crezdon Butler (né le 26 mai 1987 à Asheville) est un joueur américain de football américain et de football canadien. Il joue actuellement avec les Argonauts de Toronto au poste de demi de coin.

## Enfance
Butler étudie à la Asheville High School où l'équipe des Cougars d'Asheville remporte le championnat de division 2005. Il est noté quatre étoiles sur cinq par les deux sites Rivals.com et Scout.com. Il choisit d'entrer à l'université de Clemson.

## Carrière

### Université
Butler effectue lors de sa carrière universitaire 166 tacles, deux sacks et onze interceptions.

### Professionnel
Crezdon Butler est sélectionné au cinquième tour du draft de la NFL de 2010 par les Steelers de Pittsburgh au 164e choix. Il signe un contrat de trois ans avant d'être retenu dans l'équipe des cinquante-trois hommes pour entamer la saison. Pour sa première saison en professionnel (rookie), il entre au cours de quatre matchs. Il n'est pas conservé par les Steelers et est libéré après la saison 2010.
Le 4 septembre 2011, il signe avec les Cardinals de l'Arizona et entre au cours de deux matchs avant de se blesser à la cheville et de déclarer forfait jusqu'à la fin de la saison. Il est résilié le 31 août 2012, ne faisant pas partie de la liste des cinquante-trois hommes retenus pour la saison. Le 1er septembre, il signe avec les Redskins de Washington mais se blesse le 25 septembre lors d'un match contre les Bengals de Cincinnati. Butler est libéré peu de temps après.
Il signe, le 9 octobre, avec les Cardinals, revenant dans son ancienne équipe. Cependant, il n'y reste qu'une semaine, étant résilié le 16 octobre. Butler revient néanmoins le 23 novembre mais ne reste que très peu de temps. Le 7 novembre, il signe avec les Bills de Buffalo et termine la saison avec cette équipe, entrant au cours de cinq matchs. Il est résilié avant le début de la saison 2013, le 30 août. 
Le 17 septembre 2013, Butler rejoint les Chargers de San Diego et entre au cours de douze matchs, occupant un poste de remplaçant. Il est libéré en août 2014.
En septembre 2014, il signe avec les Buccaneers de Tampa Bay et obtient son plus haut total de plaqués en NFL, soit 14. Il se joint aux Lions de Détroit pour les saisons 2015 et 2016. En juin 2017, il est engagé par les Roughriders de la Saskatchewan de la Ligue canadienne de football. Libéré par les Roughriders, il joue pour les Lions de la Colombie-Britannique en 2019, puis signe avec les Argonauts de Toronto en 2020.